# Стамнос
Стамнос (на старогръцки: мн.ч.: Stamnoi; на латински: Stamnos) е съд в Древна Гърция, подобен на амфора. Служи за съхранение на вино, зехтин и други течности и е разработен в архейските времена вероятно в Лакония или Етрурия. Типичното е един капак за съда.
В Атина въвеждат стамнос ок. 530 пр.н.е. и са произвеждани за експорт в Етрурия. Днес са запазени почти 400 стамной.
В Етрурия произвеждат бронзови стамной от 6 до 4 век пр.н.е.